# روسيث

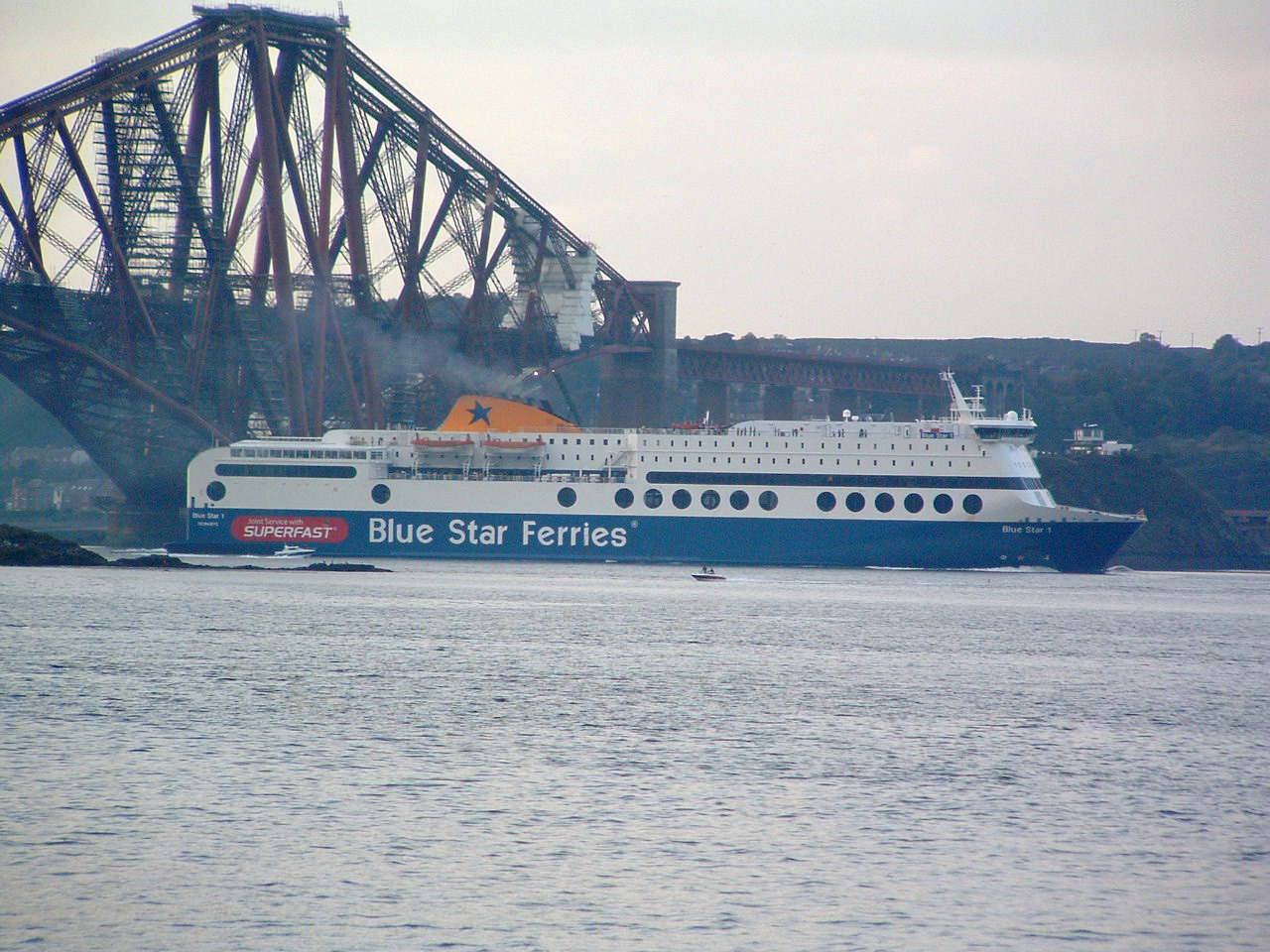

روسيث /rəˈsaɪθ/ وصلة=| عن هذا الصوت /rəˈsaɪθ/ ( (بالغيلية الإسكتلندية: Ros Fhìobh)، "headle of Fife") هي مدينة تقع على خور فورث، على بعد ثلاثة أميال (4.8كم) جنوب وسط دنفرملاين. وفقا لتعداد عام 2011، يبلغ عدد سكان المدينة 13،440.
تأسست المدينة كمدينة حديقة في عام 1909، وتم بناؤها لتشكيل ميناء دنفيرملين الساحلية.

## الحكم
تقع داخل دائرة Cowdenbeath بالبرلمان الإسكتلندي، التي تشغلها حاليًا أنابيل إوينج من الحزب الوطني الإسكتلندي، بالإضافة إلى منطقة وسط إسكتلندا وفايف الانتخابية.

## أعلام
- غريغوري بيرك